# Karla Moreno
Karla Moreno (* 15. März 1988 in Managua) ist eine nicaraguanische Gewichtheberin.

## Karriere
Karla Moreno nahm an den Olympischen Sommerspielen 2008 teil, wobei sie den elften Rang in der Kategorie bis 48 kg mit einer Gesamtleistung von 150 kg erringen konnte. Moreno gewann eine Bronzemedaille bei den Panamerikameisterschaften 2008 mit einer Leistung von 143 kg.